# Adélaïde-Gillette Dufrénoy

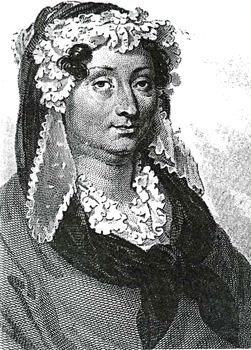
Stich aus Ausgabe von Biographie des jeunes demoiselles …, Eymery, Paris 1820

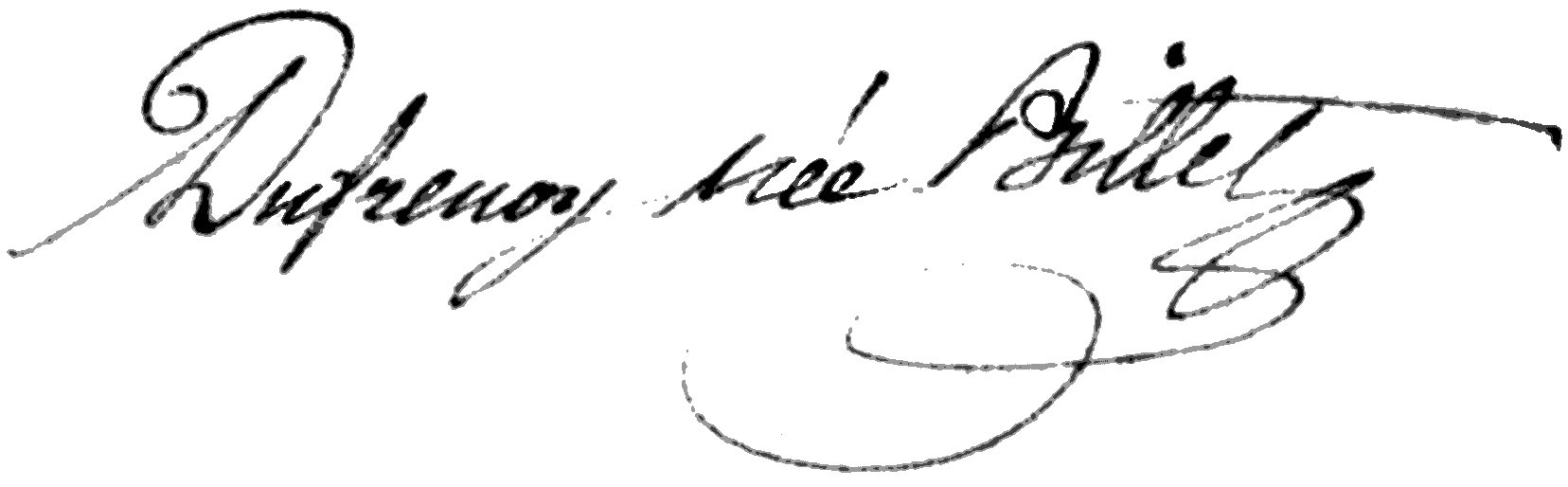

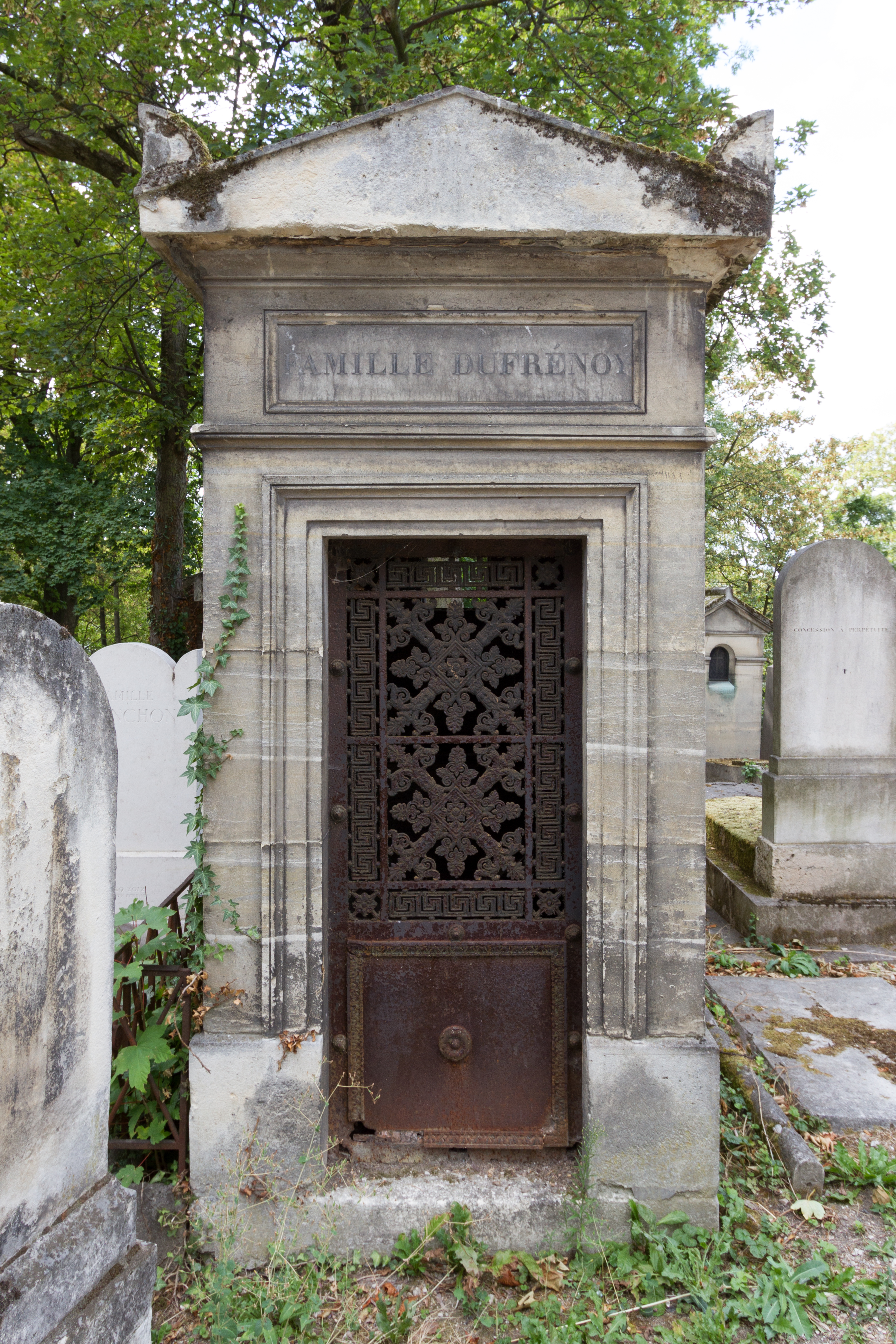
Grab der Familie Dufrénoy, Friedhof Père-Lachaise

Adélaïde-Gillette Billet, verheiratete Petit Dufrénoy oder Dufresnoy (* 3. Dezember 1765 in Paris; † 8. März 1825 ebenda), war eine französische Dichterin, bekannt unter dem Namen Madame Dufrénoy.

## Leben
Adélaïde-Gillette Billet war die Tochter von Jacques Billet, einem Schmuckhändler, und Marie Madeleine Bresse, die auf der Île de la Cité wohnen. Durch ihren Vater war sie eine Cousine ersten Grades von Jean-Louis Laya.
Sie lernt Lesen und Musik in einer Klosterschule, bei den Sœurs Hospitalières de la Roquette, bei ihrer Tante, Schwester Saint-Félix, die dort Oberin war. Später lernte sie so viel Latein, dass sie in der Lage war, Horaz und Vergil zu übersetzen, während Laya sie in die französische Literatur einführte.
Im Alter von 15 Jahren heiratete sie 1780 Simon Petit-Dufrénoy, einen reichen Staatsanwalt am Pariser Châtelet, der Voltaires Vertrauter gewesen war. Sein Haus war ein kultureller Treffpunkt und Dufrénoy konnte ihrem Interesse am Dichten nachgehen. Ihr Vater starb 1783 und sie erhielt sein Erbe.
1787 begann sie ihre Karriere als Schriftstellerin mit einem kleinen Stück mit dem Titel Boutade, à un ami und einigen Gedichten, die in den Almanach des Muses aufgenommen wurden. Im Jahr darauf wagte sie sich ans Theater, wo sie L’Amour exilé des Cieux aufführte, doch ihren literarischen Ruf verdankte sie vor allem ihren Elegien.
1791 entschied sich ihr Mann, seine Kanzlei am Quai de l’École nahe der Pont-Neuf zu schließen, der er sich nicht auf die Umstrukturierungen des Rechtssystems im Rahmen der Französischen Revolution einlassen wollte. Ein Brand ruinierte ihn dann finanziell.
Im Jahr 1792 ließ das Ehepaar Dufrénoy sich in Sevran (Département Seine-Saint-Denis) im ehemaligen Lehensgut La Fossée nieder. Dort gebar Dufrénoy am 5. September 1792 einen Sohn, Ours-Pierre-Armand Petit-Dufrénoy, der später ein berühmter Geologe und Mineraloge werden sollte. Simon Petit-Dufrénoy, fungiert in der Zeit von 1796 bis 1798 als Beamter in Sevran. Sie selbst wird als „bonne Dame de la Fossée“ bezeichnet.
Später nahm Simon Petit-Dufrénoy während der Zeit des Konsulats eine Stelle als Gerichtsschreiber in Alessandria, Italien, an. Dufrénoy begleitete ihren Mann dorthin und als er erblindete, tat sie ihr Bestes, um ihn zu vertreten, indem sie Akten und Urteile kopierte. Sie schrieb jedoch weiter Gedichte; aus dieser schwierigen Zeit stammen die meisten ihrer Elegien. Die Melancholie, die sie darin zum Ausdruck bringt, ist nicht gespielt, da sie sich fernab von Frankreich auch langweilte.
Als ihr Mann in den Ruhestand ging, kehrte Dufrénoy schließlich nach Frankreich zurück, wo sie fast ausschließlich von ihren literarischen Arbeiten lebten, bis sie durch die Vermittlung von Antoine-Vincent Arnault und dem Louis-Philippe de Ségur von Napoleon Bonaparte, dem sie dafür grenzenlos dankbar war, eine Unterstützung erhielt, die sie von der Sorge um den Lebensunterhalt befreite. Sie verfasste zahlreiche erotische Gedichte, die sie als poésies élégiaques bezeichnete. Im Jahr 1806 erschien die erste Ausgabe ihrer Elegien, die ein großer Erfolg und mehrmals mit Erweiterungen nachgedruckt wurde.
In den Jahren 1811 und 1812 feierte sie in Gedichten Napoleon Franz Bonaparte als den Roi de Rome und 1813 gehörte sie zum Gefolge, das die Kaiserin Marie-Louise nach Cherbourg begleitete.
Nachdem der Fall des Kaiserreichs erneut ihr Einkommen unterbrach, musste sie wieder durch Schreiben den Unterhalt verdienen. Sie verfasste Kinder- und Jugendbücher und betreute Jahrbücher und Almanache wie La Minerve littéraire, L’Almanach des Dames und L’Hommage aux Demoiselles.
Sie erhielt mehrere Preise für ihre Gedichte und 1814 erhielt sie den Preis der Académie française für das Gedicht Derniers moments de Bayard.
Ihr 1816 erschienenes Werk Biographie des jeunes demoiselles ... wurde zehn Jahre nach dem Erscheinen per Dekret der Glaubenskongregation auf den Index gesetzt.
Dufrénoy starb 1825 in Paris und wurde auf dem Friedhof Père-Lachaise (11. Abteilung) beerdigt. Ihre Memoiren wurden unter dem Titel Œuvres poétiques 1827 vom Schwiegervater ihres Sohnes, Antoine Jay, und Magdelaine Agathe Moutardier herausgegeben. Pierre-Jean de Béranger schrieb ihr ein Chanson, Ma Lampe, dessen erste Strophe wie folgt lautet
Veille encore, ô lampe fidèle

Que trop peu d’huile vient nourrir!

Sur les accents d’une immortelle

Laisse mes regards s’attendrir.

De l’amour que sa lyre implore,

Tu le sais, j’ai subi la loi.

Veille, ma lampe, veille encore :

Je lis les vers de Dufresnoy.
Wache noch, du treue Lampe

Die zu wenig Öl nährt!

Auf die Akzente einer Unsterblichen

Lass meine Blicke erweichen.

Von der Liebe, die ihre Leier erfleht,

Du weißt, ich habe das Gesetz erlitten.

Wache, meine Lampe, wache noch immer:

Ich lese die Verse von Dufresnoy.
– Pierre-Jean de Béranger: Ma Lampe

## Werke (Auswahl)
- Abécédaire des petits gourmands. Lefuel, Paris 1822 (Digitalisat auf Gallica).
- Beautés de l’histoire de la Grèce moderne, ou Récit des faits mémorables des Hellènes depuis 1770 jusqu’à ce jour. A. Eymery, Paris 1825.
- Biographie des jeunes demoiselles ou vies des femmes célèbres depuis les hébreux jusqu’à nos jours. A. Eymery, Paris 1816.
- Cabinet du petit naturaliste. A. Rigaud, Paris 1810–1819.
- Élégies, suivies de poésies diverses, par Mme Dufrénoy. A. Eymery, Paris 1813.
- Étrennes à ma fille, ou Soirées amusantes de la jeunesse. A. Eymery, Paris  1816.
- Faits historiques et moraux. A. Rigaud, Paris 1877.
- Hommage aux demoiselles. Le Fuel, Paris 1818 (Digitalisat auf Gallica).
- L’Anniversaire de la naissance du Roi de Rome. P. Didot l’aîné, Paris 1812.
- L’Enfance éclairée, ou les Vertus et les vices, par Mme Dufrénoy. A. Eymery, Paris 1816
- L’Hymne des Français... à S. A. R. la duchesse d’Angoulême, lors de son entrée à Paris. Brasseur aîné, Paris 1814.
- La Convalescence, élégie. J. Tastu, Paris 1823.
- La Femme auteur, ou Les inconvéniens de la célébrité. Béchet, Paris 1812.
- La Petite ménagère, ou l’Éducation maternelle. A. Eymery, Paris 1816 (Digitalisat auf Gallica).
- Le Tour du monde, ou, Tableau géographique et historique : de tous les peuples de la terre. A. Rigaud, Paris 1814.
- Les Conversations maternelles. A. Eymery, Paris 1826.
- Les Françaises, nouvelles. A. Eymery, Paris  1818 (Digitalisat auf Gallica).
- Nouvel Abécédaire des petits gourmands. J. Langlumé, Paris 1837–1857.
- Petite Encyclopédie de l’enfance, ou, Leçons élémentaires de grammaire, de géographie, de mythologie, d’histoire ancienne et moderne, d’histoire des religions, d’arithmétique et mathématique, de physique, d’histoire naturelle, des arts et métiers. A. Eymery, Paris 1817.
- Plaintes d’une jeune Israélite sur la destruction de Jérusalem, élégie. A. Eymery, Paris 1817.
- Œuvres poétiques de Mme Dufrénoy, précédées d’observations sur sa vie et ses ouvrages, par A. Jay. Moutardier, Paris 1827 (Digitalisat bei Google Books).